# Noel Jones
Noel Debroy Jones, auch Noël Jones, CB (* 25. Dezember 1932 in Wales; † 25. August 2009 in Scarborough, North Yorkshire) war ein britischer anglikanischer Theologe. Er war von 1989 bis 2003 Bischof von Sodor und Man in der Church of England.
Jones wurde als Sohn von Brinley und Gwendoline Jones geboren. Er besuchte die Haberdashers’ West Monmouth School. Er studierte am St David’s College der University of Wales in Lampeter. Zur Vorbereitung auf sein Priesteramt besuchte er das Wells Theological College. 1955 erfolgte seine Priesterweihe. Seine Priesterlaufbahn begann er als Vikar (Curate) von 1955 bis 1957 an der St James’ Church in Tredegar und anschließend an der St Mark’s Church Newport in der Diözese von Monmouth. Von 1960 bis 1962 war er Pfarrer (Vicar) in Kano in Nigeria. 1962 trat er als Marine-Kaplan (Naval Chaplain) in die Royal Navy. Er war in dieser Funktion in Brunei (1962) und Borneo (1963) stationiert. Er absolvierte einen Offizierslehrgang bei den Royal Marines und wurde 1967 mit dem 42. Commando der Royal Marines in Aden stationiert. Er war von 1974 bis 1977 als „Staff Chaplain“ im Britischen Verteidigungsministerium (Ministry of Defence) tätig. 1983 übernahm er das Höflichkeitsamt eines Ehrenkaplans der Königin (Honorary Chaplain to the Queen). Er hatte diese Position bis 1984 inne, seine Nachfolge trat Ray Jones an. Von 1984 bis 1989 war er Chaplain of the Fleet (Kaplan der Flotte) und Archidiakon (Archdeacon) der Royal Navy. 1986 wurde er zum Companion des Order of the Bath ernannt. 
1989 verließ Jones die Royal Navy. 1989 wurde er, als Nachfolger von Arthur Attwell, Bischof von Sodor und Man in der Church of England. Als Bischof von Sodor und Man hatte Jones einen „ex-officio“-Sitz im Legislative Council der Isle of Man. Im April 2003 ging er in den Ruhestand. Sein Nachfolger als Bischof von Sodor und Man wurde Graeme Knowles. 
Er war außerdem Mitglied des Department of Education (1989–1991) und des War Pensions Committee (1989–2003). Er war 1989 Mitglied des Treuhandrates (Trustee) des King William’s College auf der Isle of Man.
Jones war ein weitgehend konservativer Kirchenmann; er sprach sich u. a. gegen den Sonntagsverkauf und die Öffnung von Läden an Sonn- und Feiertagen aus. Er war ein Vertreter des Anglo-Katholizismus. Eine Mitgliedschaft in Forward in Faith, einer konservativen Vereinigung der High Church innerhalb der Church of England, bestritt er jedoch.
In seinem Ruhestand lebte er in North Yorkshire. 1969 heiratete er Joyce Barbara Leelavathy Arulanandam, die er während seiner Zeit in der Royal Navy im Fernen Osten in Malaysia kennengelernt hatte. Aus der Ehe gingen zwei Kinder hervor, ein Sohn und eine Tochter. Zu seinen Hobbys gehörten Squash, Schwimmen, Musik, Angeln, Familie, früher auch Rugby als aktiver Spieler. Im Frühjahr 2009 war bei Jones Blasenkrebs festgestellt worden. Jones starb am 28. August 2009 im Alter von 76 Jahren im St Catherine’s Hospice in Scarborough, North Yorkshire. Die Trauerfeier mit anschließender Einäscherungszeremonie fand am 14. September 2009 in der All Saints Church in York statt. Hauptzelebrant war Bischof Robert Ladds; die Predigt hielt David Hope, der frühere Erzbischof von York.